# Positive (мініальбом)
Positive — шостий мініальбом південнокорейського бой-бенду Pentagon. Він був випущений 2 квітня 2018 року компанією CUBE Entertainment. Альбом складається з шести композицій, включно з заголовною піснею «Shine». Positive — останній корейський мініальбом, у якому брав участь E'Dawn через його перерву та подальший відхід з гурту. 11 листопада, через сім місяців і дев’ять днів, сумарна кількість переглядів музичного відео «Shine» на офіційному Youtube-каналі Pentagon та 1theK перевищила 100 мільйонів.

## Комерційний успіх
У квітні 2018 року мініальбом дебютував під сьомим номером у корейському чарті Gaon, а наступного місяця досяг шостого місця.

## Список композицій
| Positive | Positive                                      | Positive                                | Positive                 | Positive                 | Positive   |
| #        | Назва                                         | Автор слів                              | Автор музики             | Аранжування              | Тривалість |
| -------- | --------------------------------------------- | --------------------------------------- | ------------------------ | ------------------------ | ---------- |
| 1.       | «Off-Road»                                    | Kino E'Dawn Юто Усок                    | Kang Dong-Ha Kino        | Kang Dong-Ha             | 3:45       |
| 2.       | «Shine» (빛나리)                              | E'Dawn Hui Yuto Wooseok                 | Flow Blow Hui E'Dawn     | Flow Blow                | 3:18       |
| 3.       | «Think About You» (생각해)                    | Jinho Kang Dong-ha E'Dawn Yuto Wooseok  | Kang Dong-Ha Jinho       | Kang Dong-Ha             | 3:41       |
| 4.       | «Do It for Fun» (재밌겠다) (sung by rap unit) | E'Dawn Wooseok Yuto                     | E'Dawn Kang Dong-Ha      | E'Dawn Kang Dong-Ha      | 3:10       |
| 5.       | «Nothing I Can Do» (보낼 수밖에)              | Son Young-jin Jo Sung-ho E'Dawn Wooseok | Son Young-jin Jo Sung-ho | Son Young-jin Jo Sung-ho | 3:46       |
| 6.       | «Let's Go Together» (함께 가자 우리)          | Kang Dong-Ha E'Dawn Wooseok             | Kang Dong-Ha E'Dawn      | Kang Dong-Ha             | 3:18       |
| 20:00    |                                               |                                         |                          |                          |            |

## Досягнення
| Рік  | Нагорода           | Категорія     | Результат | Прим. |
| ---- | ------------------ | ------------- | --------- | ----- |
| 2019 | Golden Disc Awards | Album Daesang | Номінація | [ 7 ] |

## Чарти
| Чарт (2018)                 | Найвища позиція |
| --------------------------- | --------------- |
| South Korean Albums (Gaon)  | 6               |
| US World Albums (Billboard) | 10              |